# Leroy Anderson
Leroy Anderson (Cambridge, Estados Unidos, 29 de junio de 1908-Woodbury, Connecticut, Estados Unidos, 18 de mayo de 1975) fue un compositor estadounidense de breves piezas orquestales de música ligera, muchas de las cuales se estrenaron con la Orquesta Boston Pops, dirigida por Arthur Fiedler. John Williams le describió como «uno de los más grandes maestros norteamericanos de la música orquestal ligera».

## Primeros años
Nacido en Cambridge, Massachusetts de padres suecos, Anderson recibió sus primeras lecciones de piano de su madre, que era organista de iglesia. Continuó estudiando piano en el New England Conservatory of Music. En 1925 ingresó en la Universidad de Harvard, donde estudió armonía con Walter Spalding, contrapunto con Edward Ballantine, canon y fuga con William C. Heilman, orquestación con Edward B. Hill y Walter Piston, composición, también con Piston, y contrabajo con Gaston Dufresne. Asimismo estudió órgano con Henry Gideon. Se licenció en Bellas Artes, magna cum laude en 1929 y fue elegido para Phi Beta Kappa. En la Escuela de Graduados de la Universidad de Harvard, estudió composición con Walter Piston y Georges Enescu y recibió un Master en el Arte de la Música en 1930.

## Carrera
Anderson continuó estudiando en Harvard para conseguir un doctorado en alemán y lenguas escandinavas; Anderson hablaba en inglés y sueco en su juventud y consiguió hablar con fluidez danés, noruego, islandés, alemán, francés, italiano y portugués.
Por entonces trabajaba como organista y director de coro en la Iglesia Congregacional de East Milton, dirigiendo la Banda de la Universidad de Harvard, y dirigiendo y haciendo arreglos para bandas de baile en Boston. En 1936 sus arreglos llamaron la atención de Arthur Fiedler, que le pidió ver algunas composiciones originales que pudiera usar para hacer que los conciertos que daba como el 18.º director de la Orquesta Boston Pops en el Symphony Hall en Boston fueran más divertidos para su público. La primera obra de Anderson fue el Jazz Pizzicato de 1938, pero sus poco más de noventa segundos se quedaban demasiado cortos para un sencillo de tres minutos a 78 RPM de la época. por lo que Fiedler le sugirió que escribiera una pieza que le acompañara y Anderson escribió Jazz Legato a finales de ese mismo año. La grabación de ambas piezas se convertiría en una de las señas de identidad de Anderson.
En 1942 Leroy Anderson se alistó en el Ejército de los Estados Unidos, y fue destinado a Islandia con el Cuerpo de Contraespionaje de los Estados Unidos como traductor e intérprete; en 1945 fue reasignado al Pentágono como jefe del Despacho de Inteligencia Militar Escandinavo. No obstante, sus obligaciones no le impidieron seguir componiendo, y en 1945 escribió «The Syncopated Clock» y "«Promenade». Anderson pasó a ser oficial de la reserva y fue reclamado para el servicio en la guerra de Corea. En 1951 Anderson escribió su primer gran éxito, «Blue Tango», ganando un disco de oro y el puesto n.º 1 en la lista Billboard.
Sus piezas y grabaciones durante los años cincuenta dirigiendo una orquesta de estudio fueron inmensos éxitos comerciales. «Blue Tango» fue la primera grabación instrumental de la historia en conseguir un millón de copias vendidas. Sus piezas más famosas son probablemente «Sleigh Ride» y «The Syncopated Clock». En febrero de 1951, WCBS-TV en Nueva York seleccionó "Syncopated Clock" como tema para The Late Show, la película de la noche de la WCBS (usando la grabación de Percy Faith). Mitchell Parish puso letra a "Syncopated Clock", y posteriormente escribió la letra de otra piezas de Anderson, incluyendo "Sleigh Ride", que no fue escrita como pieza navideña, sino como una pieza que describe un evento invernal. Anderson empezó a escribirla durante una ola de calor en 1946. La grabación de la Boston Pops de esta pieza la convirtió en la primera pieza puramente orquestal en alcanzar el n.º 1 en lista de música popular. De 1952 a 1961, la composición de Anderson "Plink, Plank, Plunk!" fue usada como tema para el show de la CBS I've Got A Secret.
El estilo musical de Anderson emplea efectos instrumentales creativos y en ocasiones hace uso de elementos que producen sonidos como la máquina de escribir y papel de lija. (Erik Satie usó una máquina de escribir en su ballet "Parade" antes que él, y Krzysztof Penderecki también la usó en su obra orquestal "Fluorescences" (1961–62), aunque con un efecto decididamente menos humorístico.)
Anderson escribió su Concierto para Piano en do mayor en 1953 pero lo abandonó en un cajón pues sentía que no tenía la calidad suficiente. En 1988 la familia Anderson decidió publicar la obra. Erich Kunzel y la Cincinnati Pops Orchestra realizaron la primera grabación de esta obra; otras cuatro obras, incluyendo una para piano y órgano, han sido lanzadas desde entonces.
En 1958, Anderson compuso la música para el musical de Broadway Goldilocks con orquestación de Philip J. Lang. Aunque ganó dos premios Tony, Goldilocks no obtuvo éxito comercial. Anderson no volvió a escribir un musical, prefiriendo en su lugar continuar escribiendo miniaturas orquestales. Sus piezas, incluyendo «La Máquina de Escribir», «Bugler's Holiday», y «A Trumpeter's Lullaby» son interpretadas por orquestas y bandas tanto amateurs como profesionales.
Anderson aparecería ocasionalmente en las temporadas de conciertos de la Boston Pops en PBS para dirigir su propia música mientras Fiedler se hacía a un lado. Para "La Máquina de Escribir" Fiedler se ponía una sombra de ojos verde, se arremangaba, y hacía mimo como si escribiera en una vieja máquina de escribir mientras la orquesta tocaba. Anderson fue admitido como miembro honorario de la hermandad Gamma Omega de Phi Mu Alpha Sinfonia en la Universidad Estatal de Indiana en 1969.

## Muerte
En 1975, Anderson murió de cáncer en Woodbury, Connecticut y fue enterrado allí.

## En la cultura popular
Por su contribución a la industria gráfica, Leroy Anderson tiene una estrella en el Paseo de la Fama de Hollywood en el 1620 de la calle Vine. Fue póstumamente incluido en el Salón de la Fama de los Compositores en 1988 y su música continúa siendo un elemento básico del repertorio de las orquestas populares. En 1995 se le otorgó a la nueva sede de la Banda de la Universidad de Harvard el nombre de Anderson Band Center en honor a Leroy Anderson. La casa de Leroy Anderson en Woodbury, Connecticut ha sido incluida en el Registro Nacional de Lugares Históricos.
En 2006, una de sus piezas para piano, "Forgotten Dreams", escrita en 1954, se convirtió en la música de fondo para un anuncio de la televisión británica de la compañía de móviles'3'. Previamente, la emisora de Los Ángeles KABC-TV usó el tema como uno de los temas de cierre en el final de sus emisiones en los 80, y la grabación de Mantovani del tema fue la música de cierre para el programa de WABC-TV Eyewitness News durante gran parte de los 70.
La Máquina de Escribir fue usada como tema para la canción Esto no tiene nombre, un programa de comedia de la televisión Portorriqueña —basado libremente en la serie de televisión norteamericana Rowan & Martin's Laugh-In— producida por Tommy Muñiz entre finales de los 60 y finales de los 70. También es el tema de la serie de la BBC Radio 4, The News Quiz que se emite desde 1977.

## Obras
Composiciones orquestales
- Alma Mater (1954)
  1. Chapel Bells
  2. Freshman on Main Street
  3. Library Reading Room
  4. Class Reunion
- Arietta (1962)
- Balladette (1962)
- Belle of the Ball (1951)
- Blue Tango (1951)
- Bugler's Holiday (1954)
- Captains and the Kings, The (1962)
- Concierto en do mayor para Piano y Orchestra (1953) (retirado por el compositor y publicado póstumamente)
- China Doll (1951)
- First Day of Spring, The (1954)
- Forgotten Dreams (1954)
- Girl in Satin, The (1953)
- Golden Years, The (1962)
- Governor Bradford March (1948) (published posthumously)
- Harvard Sketches (1938)
  1. Lowell House Bells
  2. Freshman in Harvard Square
  3. Widener Reading Room
  4. Class Day Confetti Battle
- Home Stretch (1962)
- Horse and Buggy (1951)
- Jazz Legato (1938)
- Jazz Pizzicato (1938)
- Lullaby of the Drums (1970) (published posthumously)
- March of the Two Left Feet (1970)
- Mother's Whistler (1940) (published posthumously)
- Penny Whistle Song, The (1951)
- Phantom Regiment, The (1951)
- Pirate Dance (1962) (optional SATB chorus)
- Plink, Plank, Plunk! (1951)
- Promenade (1945)
- Pussy Foot Ballet Music, The (1962)
- Pyramid Dance (1962) (optional SATB chorus)
- Sandpaper Ballet (Papel de lija) (1954)
- Saraband (1948)
- Serenata (1947)
- Sleigh Ride (1948)
- Song of the Bells (1953)
- Summer Skies (1953)
- Syncopated Clock, The (1945)
- Ticonderoga March (1939) (Única obra de Anderson escrita para banda de concierto)
- Trumpeter's Lullaby, A (1949)
- Typewriter, The (1950)
- Waltz Around the Scale (1970)
- Waltzing Cat, The (1950)

Arreglos orquestales
- Birthday Party (1970)
- Chicken Reel (1946)
- Christmas Festival, A (1950) (la versión original duraba 9:00, posteriormente se acortó en 1952 a 5:45)
- Classical Jukebox (1950)
- Harvard Fantasy (1936)
- Harvard Festival, A (1969)
- Irish Suite (1947 & 1949)
  1. The Irish Washerwoman (1947)
  2. The Minstrel Boy (1947)
  3. The Rakes of Mallow (1947)
  4. The Wearing of the Green (1949)
  5. The Last Rose of Summer (1947)
  6. The Girl I Left Behind Me (1949)
- Scottish Suite (1954)
  1. Bonnie Dundee (publicada póstumamente)
  2. Turn Ye To Me
  3. The Bluebells of Scotland
  4. The Campbells are Coming (publicada póstumamente)
- Second Regiment Connecticut National Guard March (1973)
- Song of Jupiter (1951)
- Suite of Carols for Brass Choir (1955) (siete villancicos)
- Suite of Carols for String Orchestra (1955) (seis villancicos)
- Suite of Carols for Woodwind Ensemble (1955) (seis villancicos)
- To a Wild Rose (1970) (arreglo a partir de la canción de Edward MacDowell)(publicada póstumamente)
- Old MacDonald Had a Farm
- Seventy-Six Trombones

Composiciones para teatro musical
- My Sister Eileen (1952) (la música se ha perdido)
- Goldilocks (musical) (1958)
  1. Overture (1958)
  2. Bad Companions (1958)
  3. Come to Me (1958)
  4. Give the Little Lady (1958)
  5. Guess Who (1958)
  6. Heart of Stone (Pyramid Dance) (1958)
  7. He'll Never Stray (1958)
  8. Hello (1958)
  9. I Can't Be In Love (1958)
  10. I Never Know When to Say When (1958)
  11. If I Can't Take it With Me (1958)
  12. Lady in Waiting (1958)
  13. Lazy Moon (1958)
  14. Little Girls (1958)
  15. My Last Spring (1958)
  16. No One Will Ever Love You (1958)
  17. Save a Kiss (1958)
  18. Shall I Take My Heart and Go? (1958)
  19. Tag-a-long Kid (1958)
  20. The Beast in You (1958)
  21. The Pussy Foot (1958)
  22. There Never Was a Woman (1958)
  23. Town House Maxixe (1958)
  24. Two Years in the Making (1958)
  25. Who's Been Sitting in My Chair? (1958)
- Gone With The Wind (1961)
  1. I'm Too Young to Be a Widow
  2. Fiddle-Dee-Dee
  3. This Lovely World

Composiciones vocales
- Do You Think That Love Is Here To Stay? (1935)
- Love May Come and Love May Go (1935)
- Music in My Heart, The (1935)
- You Can Always Tell a Harvard Man (1962)
- What's the Use of Love? (1935)

Composiciones para órgano
- Cambridge Centennial March of Industry (1946)
- Easter Song (194-)
- Wedding March for Jane and Peter (1972)

Otras composiciones
- Hens and Chickens (1966) (para pianistas principiantes)
- Chatterbox (1966) (para pianistas principiantes)
- Melody on Two Notes (~1965) (para jóvenes orquestas)
- Old Fashioned Song, An (196-) (para pianistas principiantes)
- Piece for Rolf (1961) (para dos cellos)
- Cowboy and His Horse, The (1966) (para pianista principiantes)
- Whistling Kettle, The (~1965) (para jóvenes orquestas)
- Woodbury Fanfare (1959) (para cuatro trompetas)

## Discografía
La siguiente es una discografía seleccionada de las grabaciones originales de Leroy Anderson. Fueron lanzadas entre 1958 y 1962 en discos de 331⁄3 rpm y póstumamente en compact disc remasterizados digitalmente. Los discos de 78 rpm y 45 rpm de 1945-1962 y los lanzamientos de grabaciones idénticas en diferentes sellos discográficos en el Reino Unido, Alemania, Nueva Zelanda y cualquier otro lugar no están en la lista.
Grabaciones por Leroy Anderson
- Leroy Anderson's Irish Suite (Decca DL 4050; 1952)
- Leroy Anderson conducts Blue Tango and Other Favorites (Decca DL 8121; 1958)
- A Christmas Festival (Decca DL 78925 (s); 1959)
- Leroy Anderson Conducts Leroy Anderson (Decca DL 78865 (s); 1959)
- Leroy Anderson Conducts His Music (Decca DL 78954 (s); 1960)
- The New Music of Leroy Anderson (Decca DL 74335 (s); 1962)
- The Leroy Anderson Collection (Remasterizado digitalmente a partir de las grabaciones analógicas originales de Decca) (MCA Classics MCAD2-9815-A&B; 1988)
- The Best of Leroy Anderson: Sleigh Ride (Remasterizado digitalmente a partir de las grabaciones analógicas originales de Decca) (MCA Classics MCAD -11710; 1997)

## Reconocimientos y premios
- Phi Beta Kappa, elegido el 17 de junio de 1929.[2]
- Director Musical, Banda de la Universidad de Harvard 1929, 1931-1935[16]
- Disco de Oro, Blue Tango, 1952
- Miembro, Comité de Dirección, ASCAP, Nueva York, Nueva York 1960-1964
- Miembro, Comité del Departamento de Música, Universidad de Harvard, Cambridge, Massachusetts 1962-1968
- Goldman Citation, Asociación Americana de Directores de Banda, 10 de marzo de 1966
- Miembro de la Junta Directiva de las orquestas sinfónica siguientes:
  - New Haven, Connecticut 1969-1975
  - Hartford, Connecticut 1971-1975
- Doctorado honoris causa (Ph.D), Portia Law School, Boston, Massachusetts, junio de 1971
- Doctorado honoris causa (Ph.D), Western New England College, Springfield, Massachusetts, mayo de 1974
- Estrella en el Paseo de la Fama de Hollywood, 1976[17]
- Nominado para el Salón de la Fama de los Compositores, 18 de abril de 1988[18]
- Anderson Band Center, Cambridge, Massachusetts, Harvard University, dedicada el 26 de octubre de 1995[19]
- Plaza de Leroy Anderson, Cambridge, Massachusetts, dedicada el 31 de mayo de 2003[20]